# یینگ‌گو
یینگ‌گو (به انگلیسی: Yingguo) یک شهرستان در چین است که در شهرستان یوچنگ واقع شده‌است.